# دلک یواس
دلک یواس (انگلیسی: Delek US) شرکت پالایش نفت آمریکایی است، که در سال ۲۰۰۱ توسط شرکت‌های توتال و امپرساس کوپک تأسیس شد.